# Euphorbia physocaulos
Euphorbia physocaulos là một loài thực vật có hoa trong họ Đại kích. Loài này được Mouterde mô tả khoa học đầu tiên năm 1953.